# Apionichthys dumerili
Apionichthys dumerili är en fiskart som beskrevs av Kaup, 1858. Apionichthys dumerili ingår i släktet Apionichthys och familjen Achiridae. Inga underarter finns listade i Catalogue of Life.